# Eleonore Bjartveit
Eleonore Bjartveit (født 11. juli 1924 i Alta, død 26. september 2002) var en norsk læge, politiker (KrF) og minister.
Hun blev valgt til Stortinget fra Oslo 1989–1993. Som første supleant i perioderne 1981–1985 og 1985–1989 mødte hun fast da Kåre Kristiansen var medlem af regeringen. Bjartveit var vicepresident i Odelstinget 9. oktober 1985- 9. maj 1986. Hun var kulturminister oktober 1989 til november 1990.
Hun blev uddannet læge i 1951.